# Shaq fu
Shaq Fu é um jogo de luta lançado para Sega Genesis, Sega Game Gear, Super Nintendo, e Game Boy em 1994. Mais tarde, fora lançado para a plataforma Amiga exclusivamente para a Europa. O jogo foi publicado pela Electronic Arts e produzido pela extinta Delphine Software. O jogo possui o jogador de basquetebol profissional Shaquille O'Neal como um personagem jogável.

## História
Segundo a história do jogo, Shaquille O'Neal entra em um dojo de kung fu antes de ir para um jogo de caridade de basquete em Tóquio, Japão.
  Lá, ele acaba indo parar em outra dimensão, aonde é forçado a salvar um menino chamado Nezu da maligna múmia Sett-Ra.

## Personagens
| Nome do personagem     | Descrição |
| ---------------------- | --- |
| Auroch¹                | Um simples fora-da-lei que luta por prazer. Auroch provoca tudo que vê pela frente. |
| Beast                  | Imortal, Beast foi criado por Sett utilizando sua própria sombra. Beast é o maior de todos os servos de Sett-Ra. |
| Colonel¹               | Um ciborgue de 42 anos que teve suas origens na fictícia Corporação Bio. Um campeão celestial. Golpeado, despedaçado, e quase morto, Colonel foi encontrado por Beast em um campo de batalha obscuro, o único sobrevivente de uma terrível batalha. |
| Diesel¹                | Um estivador norte-americano de 30 anos, passa mais tempo brigando do que cuidando de sua carga. |
| Kaori                  | Forçada a obedecer as ordens de Sett pelo poder de um anel encantado. Kaori é uma campeã de artes marciais de 23 anos pertencente a uma raça de felinos alienígenas. Nasceu em Cimotha. |
| Leotsu¹                | Um senhor de 500 anos do extremo oriente. O último grand mestre de uma antiga arte marcial, arte esta que permanece um mistério entre outros mestres. |
| Mephis                 | Um poderoso morto-vivo que já foi aprendiz de Sett-Ra há milhares de anos antes dos eventos do jogo. Sua idade e origem são desconhecidas. |
| Nezu¹                  | Um menino místico de 12 anos que nasceu no extremo oriente. Foi raptado por Beast para libertar Sett. Nezu é incontrolável quando irritado, apesar de pequeno, este menino é ágil, veloz e astuto. |
| Rajah                  | Um jovem e místico espadachim de 38 anos, nasceu no Segundo Mundo, local principal por onde se passa o jogo. Rajah se submeteu a bruxaria de Sett enquanto explorava as planíces com seu espírito. |
| Sett-Ra                | Uma entidade maligna de 3000 anos de idade e de origem desconhecida, Sett foi selado e posto em uma tumba em outra dimensão anos antes dos eventos do jogo. |
| Shaq                   | Um jogador de basquete norte-americano de 22 anos, criador do Shaqido(ou Shaq Fu), uma arte marcial extremamente letal. |
| Voodoo                 | Uma feiticeira de 27 anos. Sua magia antiga já fez várias vítimas, ela utiliza destes poderes para caçar os inimigos de Sett-Ra. |
| Blue Beast³²           | Uma versão azul de Beast, que só é encontrada no Modo História, para chegar a ele, basta ir para o canto direito do Pico da Gárgula. Um conjunto de escadas está lá, que está levando para o precipício, mova Shaq para descer as escadas, até chegar a porta preta. Em seguida, pressione "Start", você enfrentará Blue Beast. Esta batalha não possui um diálogo antes de começar e é irrelevante para o enredo. |
| Purple-Black Sett-Ra³² | Uma versão roxa e preta de Sett-Ra, que só é encontrada no Modo História, para chegar a ele, após a abertura do caminho para o Segundo Mundo, vá para o portão do sul até que você não pode mover-se mais longe (Você deve estar na ponta mais meridional do Segundo Mundo), pressione o botão C, e você será tratado a uma luta de Bônus - uma versão roxa e preta da Sett-Ra. Como a luta bônus contra Blue Beast no Primeiro Mundo, essa batalha não tem nenhum diálogo e não tem nenhuma relevância para o enredo. |

¹ - Personagem exclusivo das versões Sega Genesis e Amiga.
² - Personagem não-jogável.
³ - Personagem exclusivo da versão Sega Genesis.
Nota: Os nomes Blue Beast e Purple-Black Sett-Ra não são utilizados no jogo, foram escritos assim para diferenciá-los de suas contrapartes.

## Diferenças entre versões

### Versões caseiras
A versão Sega Genesis de Shaq Fu possuía cinco personagens a mais que a versão para o Super Nintendo, reduzindo o tamanho do Modo História da versão SNES. Diesel, Colonel, Nezu, Auroch, e Leotsu são exclusivos do Sega Genesis e Amiga. Nezu esteve presente na versão SNES mas não como personagem jogável, só podia ser visto no Modo História.

### Versões portáteis
Uma diferença básica entre os dois tipos de versões são os personagens presentes e os modos de jogo.
Isso sem mencionar os gráficos e o aúdio.

#### Gameboy
Diferente das versões caseiras, a versão para Gameboy é bem mais simples, não possui o modo história.
Mas um modo chamado Shaq Fu, que consiste em Shaq lutar contra todos os personagens de jogo.
No modo duelo, é possível escolher outros personagens do jogo para lutar contra uma sequência de outros personagens.
O modo 2 Player, dois jogadores podem jogar simultâneamente uns contra os outros.

#### Game Gear
O gráfico é bem parecido com o original, o modo história e duelo estão presentes, e os perfis dos personagens podem ser acessados manualmente.
Grande parte dos personagens exclusivos do Genesis estão presente nesta versão.

## Recepção
Shaq Fu é citado com freqüência como um dos piores videogames já criados. Os motivos estão concentrados em três categorias - pobre detecção de hits(ataques), um enredo que tensas do jogador suspensão da descrença, e o fato de estar claro que a presença de Shaquille O'Neal serviu somente para aumentar a popularidade do jogo.

A detecção de ataques do jogo é famosa por ser extremamente agravante para o jogador.
 O ataque só irá surtir efeito se conseguir acessos diretos no centro de cada personagem.
Nos Estados Unidos, embaladas com a versão Sega Genesis deste jogo foi o CD single "Stand e Deliver", que foi um bonus track do álbum Shaq-Fu: Da Return de O'Neal.
Em junho 2007, a Game Informer, colocou Shaq Fu em 10º lugar na categoria das piores idéias autorizadas para jogos de todos os tempos na seção Connect.
Ganhou o 4º lugar no Gametrailers.com no ranking dos "Melhores e Piores Videogames" na categoria dos piores.
Esteve em 1º lugar no Screwattack.com na categoria dos "Dez Piores Jogos de Luta", dizendo, "Everything about this game, reeks of poo. Smelly, smelly poo."
Que significa: Tudo sobre este jogo, é feito de fezes. Fezes bem fedidas.
O site Shaqfu.com formou um grupo de pessoas para comprarem as cópias do jogo de qualquer pessoa, loja, empresas e em seguida destruí-las.